# Palma al merito tecnico
La palma al merito tecnico è un'onorificenza del CONI con tre gradi: d'oro, d'argento o di bronzo. Può essere concessa a tecnici sportivi che si siano distinti per l'ottenimento di risultati di alto livello nazionale o internazionale, o per lo sviluppo dell'attività giovanile, per "particolare e straordinaria attività svolta nella promozione e nella diffusione degli ideali sportivi e olimpici".

## Procedura
Per ricevere la palma al merito tecnico l'attività deve essere stata svolta per almeno
- 30 anni per la palma d'oro al merito tecnico
- 20 anni per la palma d'argento al merito tecnico
- 12 anni per la palma di bronzo al merito tecnico

Le proposte per l'assegnazione per ciascun anno sono fatte dalle federazioni sportive nazionali alla Commissione benemerenze sportive del CONI per la selezione della quantità massima prevista dal regolamento:
- 20 d'oro
- 50 d'argento
- 100 di bronzo

e vengono ratificate dalla giunta del CONI, che può assegnare onorificenze anche autonomamente su proposta del presidente, al di fuori del contingente previsto..
La palma al merito tecnico può essere concessa una sola volta per ogni grado e non può essere consegnata a persona già in possesso della stella al merito sportivo. Inoltre, tra l'assegnazione di un grado dell'onorificenza "palma" e quello superiore deve passare un periodo di almeno 3 anni.

### Faleristica

#### 30 maggio 1964 ― 18 dicembre 2014

Palma d'oro
Palma d'argento
Palma di bronzo

#### Dal 18 dicembre 2014

Palma d'oro
Palma d'argento
Palma di bronzo